# Aeroportul Port Said
Aeroportul Port Said (IATA: PSD, ICAO: HEPS) este un aeroport din Egipt ce deservește zona Port Said. Aeroportul a fost tranzitat în decembrie 2022 de 2.135 de pasageri. A fost numit după zona deservită.
Situat la o altitudine de 2 m, aeroportul dispune de o singură pistă.